# Bietigheim-Bissingen
Bietigheim-Bissingen is een plaats in de Duitse deelstaat Baden-Württemberg, gelegen in de Landkreis Ludwigsburg. De stad telt 43.146 inwoners.

## Geografie
Bietigheim-Bissingen heeft een oppervlakte van 31,29 km² en ligt in het zuidwesten van Duitsland.

## Geboren
- Julian Schuster (1985), voetballer

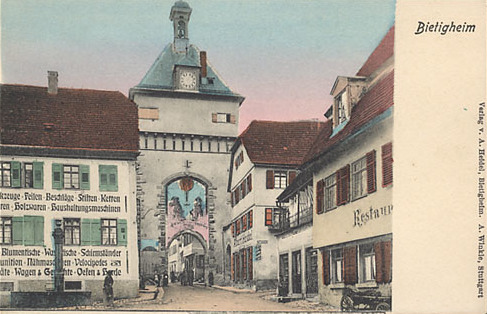
Bietigheim 1900

- Bernd Leno (1992), voetballer

Affalterbach · 
Asperg · 
Benningen am Neckar ·
Besigheim · 
Bietigheim-Bissingen · 
Bönnigheim · 
Ditzingen ·
Eberdingen · 
Erdmannhausen · 
Erligheim · 
Freiberg am Neckar ·
Freudental · 
Gemmrigheim · 
Gerlingen · 
Großbottwar ·
Hemmingen · 
Hessigheim · 
Ingersheim ·
Kirchheim am Neckar · 
Korntal-Münchingen · 
Kornwestheim ·
Löchgau · 
Ludwigsburg ·
Marbach am Neckar · 
Markgröningen · 
Möglingen ·
Mundelsheim · 
Murr · 
Oberriexingen ·
Oberstenfeld · 
Pleidelsheim · 
Remseck am Neckar ·
Sachsenheim · 
Schwieberdingen · 
Sersheim ·
Steinheim an der Murr · 
Tamm · 
Vaihingen an der Enz · 
Walheim